# 那須交通

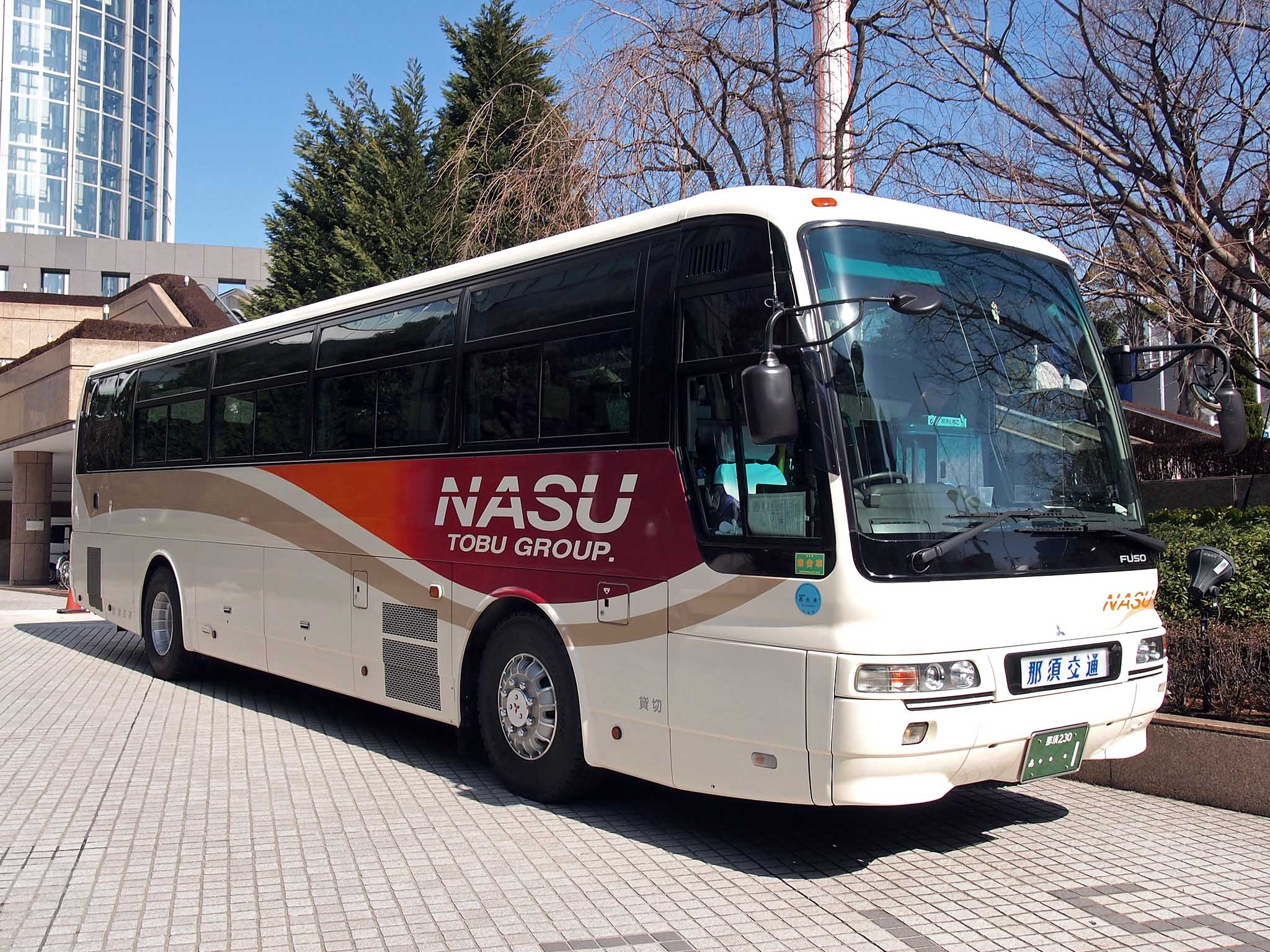
車両の例（三菱ふそう・エアロバス） ※ 東武グループ時代

那須交通株式会社（なすこうつう）は、栃木県大田原市に本社を置く、みちのりホールディングス系関東自動車傘下のバス事業者である。特定バスと貸切バスを運行する。2016年に安全性評価認定制度にて三ツ星を取得後、2020年1月現在も三ツ星を継続している。

## 沿革
- 1978年4月 - チェリー交通として設立、貸切バス営業開始[2]。
- 1979年 - 特定バス営業開始[2]。
- 1980年8月20日 - 東野交通傘下に入り、那須交通に改称[2][3]。
- 時期不明 - 大田原市上石上1757-3[4]から大田原市下石上2113-8の現在地へ移転。
- 2016年10月 - 親会社である東野交通が、東武鉄道からみちのりホールディングスへ株式譲渡され、同社のグループ会社となる[5]。
- 2018年10月 - 東野交通が関東自動車と経営統合して解散。存続会社である関東自動車の子会社となる[6]。

## 車両とカラー
三菱ふそうと日野自動車の大型バスおよびトヨタ・ハイエースが導入されている。特定バスのうち、中古の路線バスタイプはオリジナルカラーで、ハイエースはシルバー一色、他の車両は東武グループ共通カラーもしくは同デザインながらグラデーション部分がオレンジ一色の東野交通カラーとなっている。2017年6月に新しい東野交通グループカラーの日野・セレガを導入した。
2020年1月1日現在、大型貸切バス4台、小型貸切（コミューター）1台、特定バス8台の計13台を保有している。

## 関連会社
- 経営共創基盤
  - みちのりホールディングス
    - 関東自動車（親会社）
      - やしお観光バス（兄弟会社）